# Saint-Laurent-de-Carnols
Saint-Laurent-de-Carnols is een gemeente in het Franse departement Gard (regio Occitanie) en telt 403 inwoners (1999). De plaats maakt deel uit van het arrondissement Nîmes.

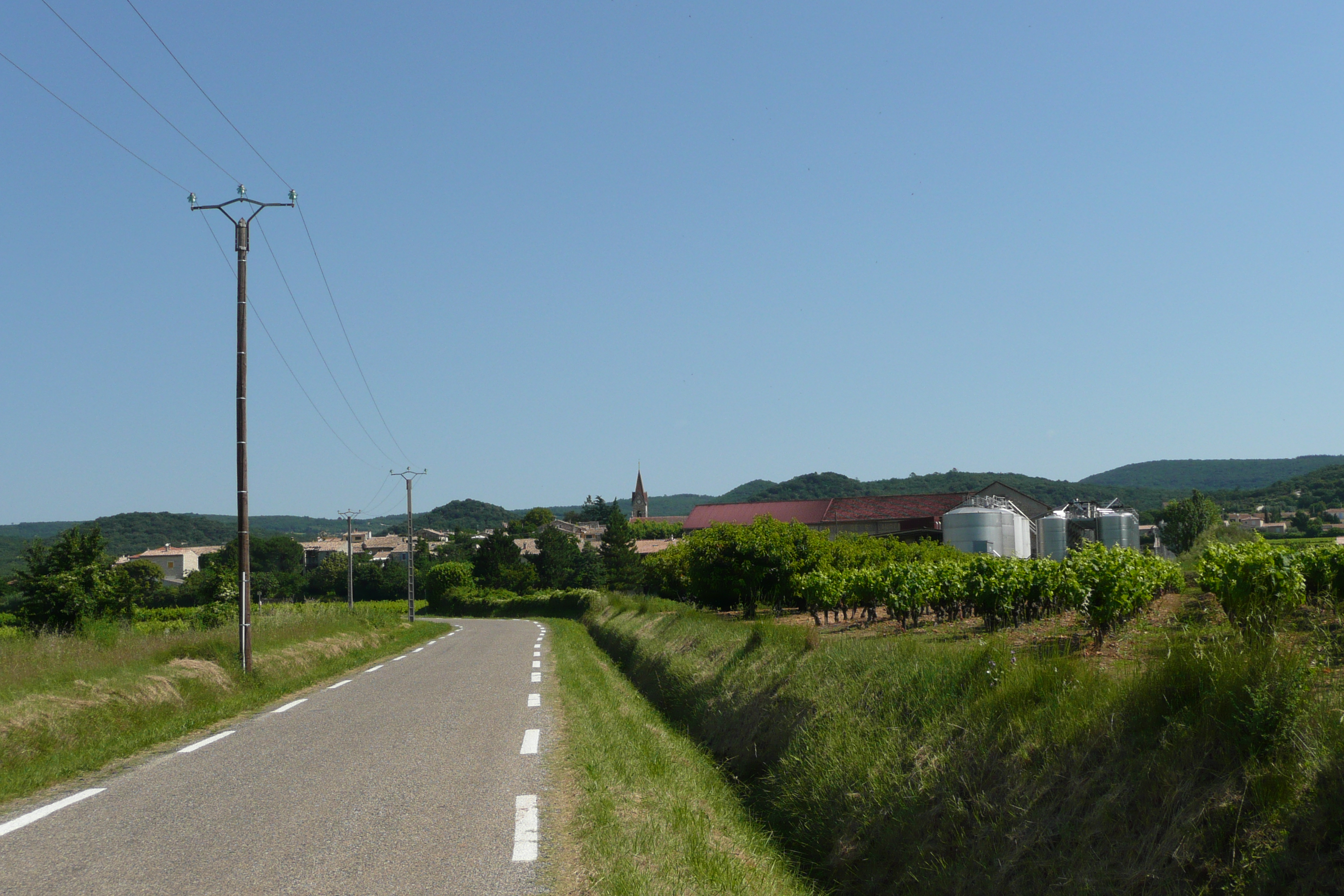
Saint-Laurent-de-Camols
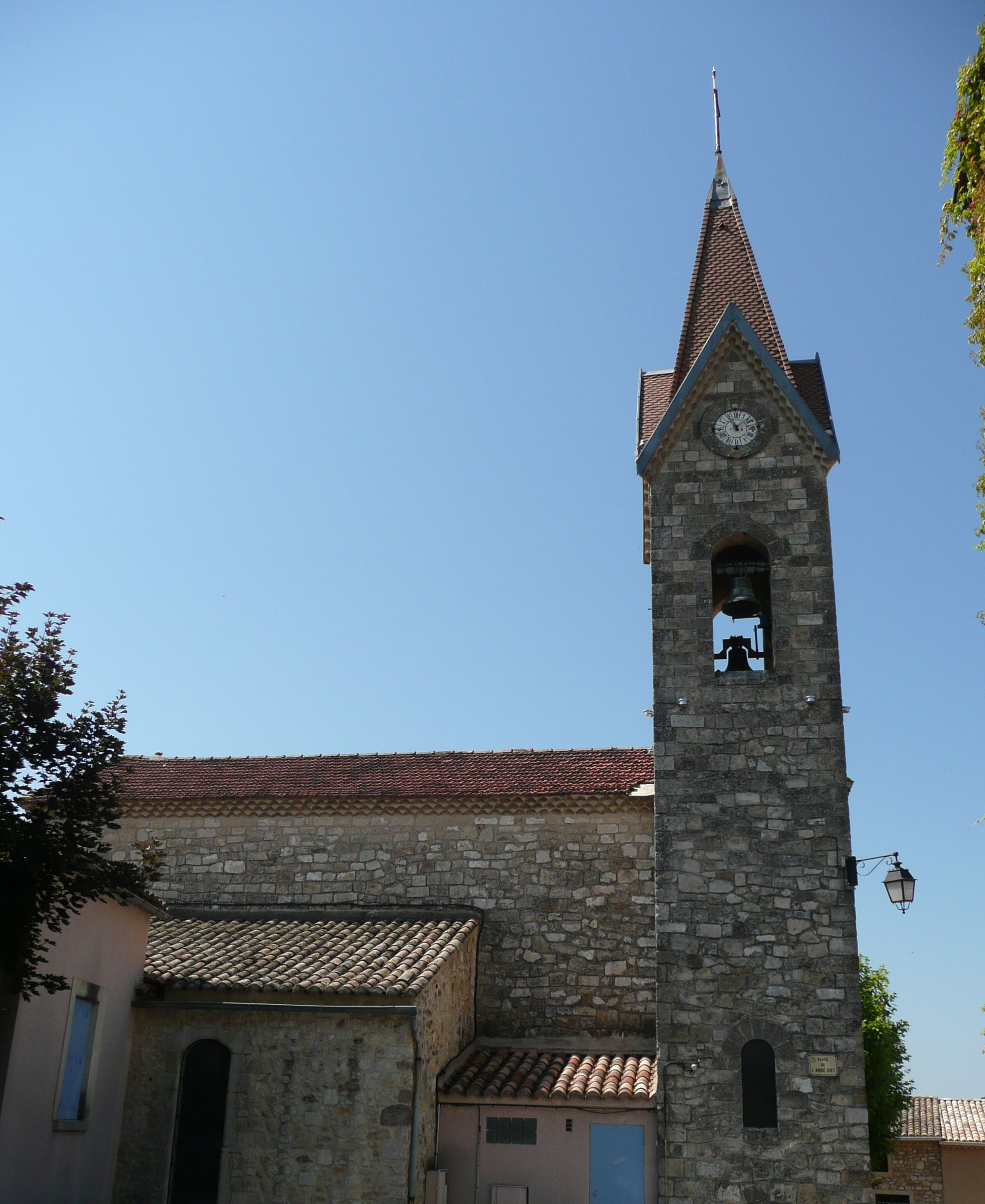
Kerk van Saint-Laurent-de-Camols

## Geografie
De oppervlakte van Saint-Laurent-de-Carnols bedraagt 10,3 km², de bevolkingsdichtheid is 39,1 inwoners per km².
De onderstaande kaart toont de ligging van Saint-Laurent-de-Carnols met de belangrijkste infrastructuur en aangrenzende gemeenten.

## Demografie
Onderstaande figuur toont het verloop van het inwonertal (bron: INSEE-tellingen).